# Kolda
Kolda – miasto i departament w południowym Senegalu, stolica regionu Kolda, ok. 60 tys. mieszkańców.